# TZ Arietis
TZ Arietis (även känd som Gliese 83.1, GJ 9066 eller L 1159-16) är en ensam stjärna belägen i den södra delen av stjärnbilden Väduren. Den har en skenbar magnitud av ca 12,3 och kräver ett kraftfullt teleskop för att kunna observeras. Baserat på parallax enligt Gaia Data Release 3 på ca 223,73 mas beräknas den befinna sig på ett avstånd av ca  14,6 ljusår (ca  4,47 parsec) från solen. Den rör sig närmare solen med en heliocentrisk radialhastighet av ca -28 km/s.

## Egenskaper

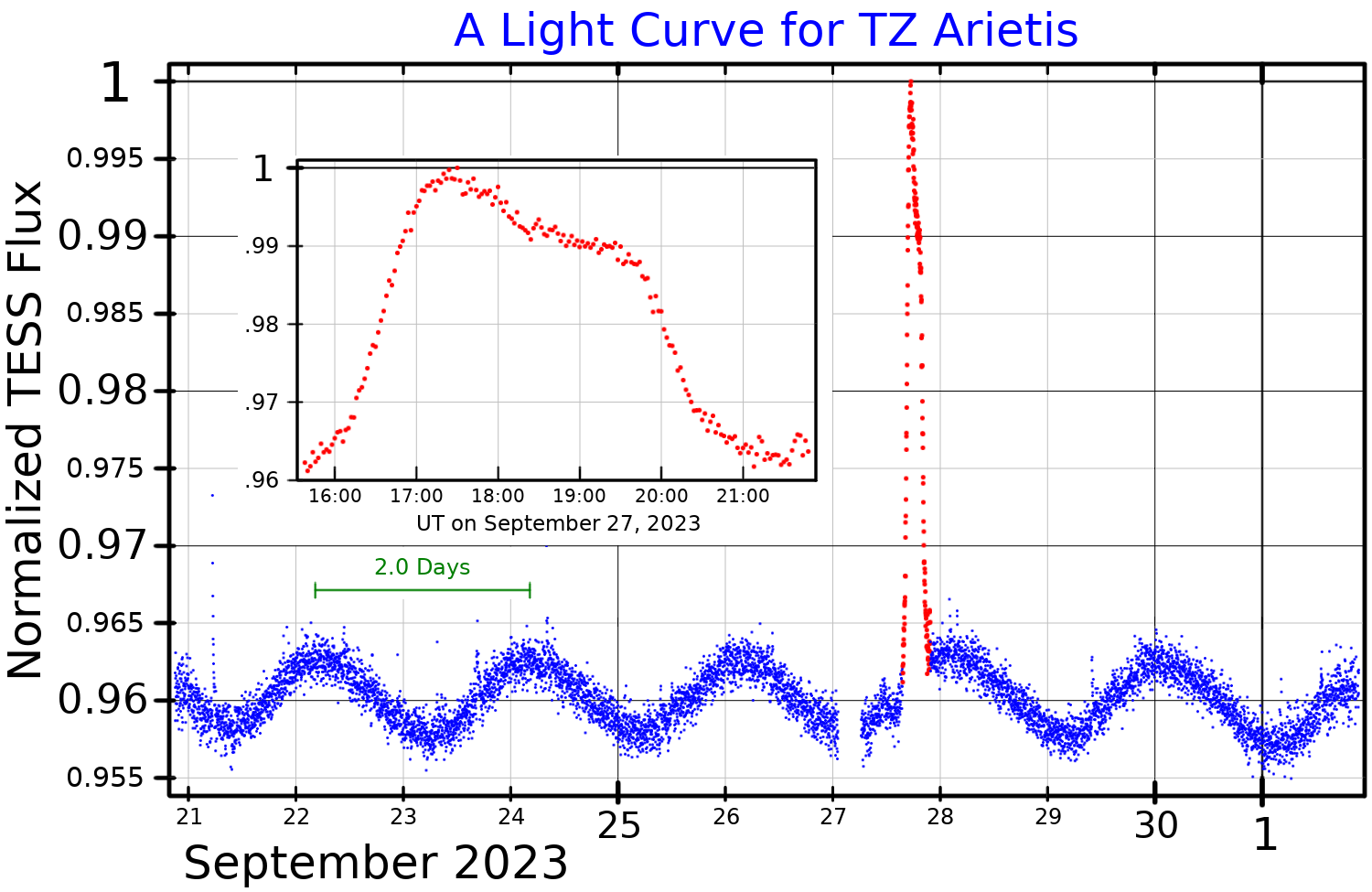
Ljuskurva för TZ Arietis, anpassad från TESS-data. De blå punkterna visar variationen av BY Draconis-typ, och de röda punkterna visar en flare. Det infällda diagrammet visar flaren med en utökad horisontell skala. Stjärnans 2,0-dygns rotationsperiod är markerad med grönt.

TZ Arietis är en röd dvärgstjärna i huvudserien av  spektralklass M4.5 V. Den har en massa av ca 0,14 solmassa, en radie av ca 0,16 solradie och utsänder energi från dess fotosfär motsvarande ca 0,00135 gånger solen vid en effektiv temperatur av ca 3 200 K. William E. Kunkel meddelade 1968 att TZ Arietis är en variabel stjärna. Den är en flarestjärna som visar korta ökningar i ljusstyrka på grund av utbrott från dess yta. I ultraviolett ljus har flammor av över en magnitud observerats. Dessutom visar den långtidsvariationer i ljusstyrka som kan bero på stjärnfläckar och rotation, vilket möjligen klassificerar den som en BY Draconis-variabel. Den fick 1970 variabelbeteckningen TZ Arietis.

## Planetsystem
I ett förtryck som skickades till arXiv i juni 2019 rapporterades tre tänkbara exoplaneter i omloppsbana kring GJ 83.1 med omloppsperiod på 2, 240 respektive 770 dygn. En rapport som publicerades i augusti 2020 rapporterade en bekräftelse av 240-dygns- och 770-dygnsplaneterna, och betecknade dem "b" respektive "c". I mars 2022 rapporterade astronomer som använde Calar Alto-observatoriet i Spanien, som en del av CARMENES-undersökningsprojektet, en oberoende bekräftelse av 770-dygnsplaneten, som de betecknade "b" (en del källor refererar den dock som "c"). De hittade dock inga bevis för 240-dygnsplaneten och definierade med säkerhet 2-dygnskandidaten som inget annat än en falsk kromatisk effekt av stjärnan, kopplad till dess rotation. NASA Exoplanet Archive hänvisar fortfarande (2024) till den bekräftade 770-dagarsplaneten som "c".
| Planet | Massa           | Halv storaxel (AE) | Siderisk omloppstid (d) | Excentricitet | Inklination | Radie |
| ------ | --------------- | ------------------ | ----------------------- | ------------- | ----------- | ----- |
| b      | ≥0,21 ± 0,02 MJ | 0,88 ± 0,02        | 771,36 +1,34−1,23       | 0,46 ± 0,04   | -           | -     |